# 夜店诡谈
《夜店诡谈》（英語：Any Other Side），2012年2月10日在中国大陆上映的恐怖电影。

## 剧情
万圣节夜晚，“五个”（实际人数四人）大学毕业生聚在夜店酒吧跳舞喝酒，因为心事重重，大家一起讲鬼故事，其中三人讲了失踪、单行道、夜勤病栋三个故事。故事讲完时，却发现其中一个朋友不见了，服务员说他们的朋友根本就没来，在半年前已经跳楼自杀。

## 演员
- 范逸臣 出演 迪安。大学毕业生
- 周秀娜 出演 艾丽。大学毕业生
- 戚玉武 出演 李为。法医，爱慕艾丽
- 徐洁儿 出演 紫菡。爱慕迪安
- 邓家佳 出演 小鹿。迪安爱慕的对象。